# Chamaecereus
Chamaecereus Britton & Rose è un genere di piante succulente appartenente alla famiglia delle Cactaceae, diffuso in Sud America.

## Tassonomia
Il genere comprende le seguenti specie:
- Chamaecereus luisramirezii Lodé & F.Carlier
- Chamaecereus saltensis (Speg.) Schlumpb.
- Chamaecereus schreiteri (A.Cast.) Schlumpb.
- Chamaecereus silvestrii (Speg.) Britton & Rose
- Chamaecereus stilowianus (Backeb.) Schlumpb.